# Valeriu Bobuțac
Valeriu Bobuțac (n. 13 martie 1945, satul Hancăuți, județul Edineț, d. 29 ianuarie 2024, Chișinău) este un politician din Republica Moldova, care a deținut funcția de ministru al Republicii Moldova.

## Cariera profesională
Valeriu Bobuțac s-a născut la data de 13 martie 1945 în satul Hăncăuți, județul Edineț (Rep. Moldova), într-o familie de țărani. A absolvit Institutul de Economie și Comerț din Lvov (astă, zi în Ucraina), în anul 1970. 
Până în anul 1981 activează în sistemul cooperației de consum. Timp de aproape cinci ani a activat în calitate de vicepreședinte al Comitetului Executiv al orașului Chișinău. Apoi, în anul 1985 este numit în funcția de ministru al Comerțului. Din 1992 și până în 1994, Valeriu Bobuțac activează ca director al Institutului de Cercetări în domeniul pieței și marketingului și ca președinte al Companiei "Renașterea". 
În anul 1994 este numit viceprim-ministru și ministru al Economiei în guvernul lui Andrei Sangheli. Apoi, la data de 18 martie 1997 este numit prin decret al președintelui Petru Lucinschi în funcția de ambasador extraordinar și plenipotențiar al Republicii Moldova în Federația Rusă și prin cumul de misiuni și în Finlanda și Kazahstan. 
În anul 1995 a urmat cursuri speciale la Institutul de Perfecționare al Fondului Monetar Internațional. Timp de trei ani a avut calitatea de reprezentant guvernator la Banca Europeană pentru Reconstrucție și Dezvoltare (BERD) și pentru o perioadă de doi ani a fost viceguvernator al Băncii Mondiale din partea Republicii Moldova. 
Valeriu Bobuțac deține titlul științific de doctor în istorie.

## Prim-ministru desemnat
După căderea Guvernului reformator condus de Ion Sturza la data de 9 noiembrie 1999, coaliția majoritară care domina Parlamentul Republicii Moldova este formată din Partidul Comuniștilor (care deținea 39 de mandate), Frontul Popular Creștin-Democrat (9 mandate) și din opt deputați independenți. Parlamentul de la Chișinău este alcătuit din 100 deputați. Coaliția majoritară menționată și-a dat acordul ca Executivul să fie format din miniștri tehnocrați.
În aceste condiții, la data de 12 noiembrie 1999, președintele Republicii Moldova, Petru Lucinschi  l-a desemnat pe Valeriu Bobuțac, care deținea atunci funcția de ambasador al Republicii Moldova la Moscova, în funcția de premier al noului Guvern de la Chișinău. Până în momentul preluării prerogativelor, demnitarul și-a păstrat și funcția diplomatică. Președintele Petru Lucinschi și premierul desemnat au declarat că noul Executiv va fi format din tehnocrați, în baza unor negocieri la care sunt invitate toate partidele parlamentare din Republica Moldova. 
Premierul desemnat a informat că programul de guvernare va avea trei direcții clare: lupta împotriva crimei organizate și a corupției, redresarea crizei din sectorul energetic și restabilirea relațiilor cu organismele financiare internaționale. Fondul Monetar Internațional și Banca Mondială au avertizat Chișinăul că vor suspenda, pe termen nelimitat, acordarea de finanțări, în situația căderii Guvernului Sturza. Valeriu Bobuțac a ținut să precizeze că politica externă a Republicii Moldova nu se va schimba și "nimeni nu-și poate imagina că țara poate exista într-un spațiu izolat".
Valeriu Bobuțac, a elaborat un program de guvernare pro-occidental și reformist, însă nu a reușit să împace blocul comunist cu cel creștin-democrat, care nu s-au înțeles cu privire la atribuirea ministerelor. Înțelegând că nu va acumula numărul necesar de voturi, Valeriu Bobuțac și-a anunțat retragerea din funcția de candidat la postul de prim-ministru, după ce a avut o întâlnire cu președintele Parlamentului, Dumitru Diacov și cu liderul creștin-democrat Mircea Snegur.  
La insistența președintelui Lucinschi, la 22 noiembrie 1999, Bobuțac a venit totuși în fața Parlamentului pentru a-și prezenta echipa și programul de guvernare. Cu două ore înainte, lista de miniștri nu era încă definitivată, funcția de ministru de Interne fiind intens disputată de către partidele din coaliția majoritară. Grupul parlamentar creștin-democrat a declarat că nu va vota guvernul Bobuțac, întrucât au "rezerve destul de mari" față de mai multe persoane din cabinet. Pentru susținerea guvernului Bobuțac s-au pronunțat doar 48 de deputați comuniști și independenți.
În lista de candidați propusă de Valeriu Bobuțac ministerele de forță erau reprezentate exclusiv de candidați propuși de președintele Lucinschi, iar portofoliile sociale și economice erau împărțite între președintele Lucinschi și grupul parlamentar al comuniștilor, celor din urmă revenindu-le patru portofolii, printre care și cel al ministrului Industriei și Energeticii (care urma să fie condus de Vasili Iovv). 
Valeriu Bobuțac nu a mai acceptat desemnarea sa în funcția de candidat la postul de prim-ministru pentru a doua oară și a revenit ca ambasador la Moscova.
Abia la 23 decembrie 1999, după alte două tentative eșuate (Vladimir Voronin și Ion Casian), Parlamentul Republicii Moldova a votat un cabinet guvernamental, prim-ministru devenind astfel Dumitru Braghiș.

## Activitatea politică ulterioară
Valeriu Bobuțac, a lucrat, în anii 1997-2001, în funcția de ambasador extraordinar și plenipotențiar al Republicii Moldova în Rusia. 
La 7 noiembrie 2001, guvernul condus de Vasile Tarlev l-a numit pe Valeriu Bobuțac, ambasador al Rep. Moldova în Federația Rusă, în funcția de prim-viceministru al Afacerilor Externe. Cu toate acestea, Valeriu Bobuțac nu se grăbește să ocupe postul oferit, preferând să rămână la postul său din Moscova. Unele surse acreditează că motivul nerevenirii sale în Republica Moldova s-ar fi datorat faptului că derula o afacere profitabilă în capitala Federației Ruse.  Este rechemat în țară la 1 februarie 2002. Abia la data de 20 martie 2002, guvernul numește un alt ambasador la Moscova, pe deputatul comunist și ex-ministrul de Interne Vladimir Țurcan. 
Apoi, în următorii ani, Valeriu Bobuțac a făcut parte din rezerva de cadre a Ministerului Afacerilor Externe al Republicii Moldova, ca ambasador la dispoziția Ministerului (2002-2005). 
La 12 ianuarie 2005, Valeriu Bobuțac a fost numit ca ambasador extraordinar și plenipotențiar al Republicii Moldova în Ungaria și prin cumul de misiuni și în Republica Cehă, Slovacia, Croația, Slovenia, Bosnia și Herțegovina, Sfântul Scaun și Comisia Dunării, avându-și reședința la Budapesta (Ungaria).
Valeriu Bobuțac este căsătorit și are doi copii.